# Президентские выборы в Монголии (2001)
Президентские выборы в Монголии проводились 20 мая 2001 года. Президентом на второй срок был переизбран Нацагийн Багабанди от Монгольской народно-революционной партии. Участие составило 82,9 %.

## Результаты
| Кандидат                                              | Партия                                   | Голоса    | %    |
| ----------------------------------------------------- | ---------------------------------------- | --------- | ---- |
| Нацагийн Багабанди                                    | Монгольская народно-революционная партия | 581 381   | 59,2 |
| Раднаасумбэрэлийн Гончигдорж                          | Демократическая партия                   | 365 363   | 37,2 |
| Лувсандамбын Дашням                                   | Гражданская воля                         | 35 425    | 3,6  |
| Недействительных/пустых бюллетеней                    | Недействительных/пустых бюллетеней       | 17 411    | -    |
| Всего                                                 | Всего                                    | 1 000 110 | 100  |
| Источник: Центральная избирательная комиссия Монголии |                                          |           |      |